# Friedrich Bertram Sixt von Armin
Friedrich Bertram Sixt von Armin (27 tháng 11 năm 1851 – 30 tháng 9 năm 1936) là một Thượng tướng Bộ binh của Phổ – Đức. Từng tham gia chiến đấu trong cuộc Chiến tranh Pháp-Đức năm 1870, ông là người chỉ huy Quân đoàn IV của Đức trong giai đoạn đầu Chiến tranh thế giới thứ nhất, và được phong tặng Huân chương Quân công cao quý của Phổ. Ông được bổ nhiệm làm Tư lệnh của Tập đoàn quân số 4 tại Flanders vào năm 1917 và giữ chức vụ này cho đến khi cuộc đại chiến kết thúc.

## Đầu đời
Sixt von Armin sinh ra tại Wetzlar, một phần đất tách rời của tỉnh Rhein, Phổ. Ông học tập cho đến năm 1870, rồi gia nhập Trung đoàn Phóng lựu Cận vệ số 4 với tư cách là một thiếu sinh quân. Ít lâu sau, cuộc Chiến tranh Pháp-Đức (1870 – 1871), và ông bị thương nặng trong trận Gravelotte. Ông dã được trao tặng Huân chương Thập tự Sắt, hạng nhì, và được phong quân hàm Trung úy. Về sau, ông được bổ nhiệm làm sĩ quan phụ tá của trung đoàn, và cũng giữ các chức vụ khác trong bộ tham mưu của trung đoàn.
Vào năm 1900, Sixt von Armin được lên cấp Đại tá, và được bổ nhiệm làm Tư lệnh của Trung đoàn Bộ binh số 55. Năm sau, ông được cử làm Tham mưu trưởng của Quân đoàn Vệ binh (Gardekorps). Ông được thăng cấp Thiếu tướng vào năm 1903, rồi sau đó là Trung tướng vào năm 1906.
Sau khi một thời gian phục vụ trong bộ tổng chỉ huy, vào năm 1908 Sixt von Armin được ủy nhiệm làm tư lệnh của Sư đoàn số 13, khi đóng quân tại Münster. Vào năm 1911, ông kế nhiệm Paul von Hindenburg làm Tướng tư lệnh của Quân đoàn IV tại Magdeburg. Vào năm 1913, Sixt von Armin được phong quân hàm Thượng tướng Bộ binh.

## Chiến tranh thế giới thứ nhất
Trong cuộc tổng động viên vào đầu cuộc Chiến tranh thế giới thứ nhất, Quân đoàn IV do Sixt von Arnim chỉ huy là một phần thuộc Tập đoàn quân số 1 dưới quyền tướng Alexander von Kluck trên Mặt trận phía Tây. Ông đã tham chiến trong trận sông Marne lần thứ nhất năm 1914. Và dĩ nhiên, họ cũng sa lầy vào chiến tranh chiến hào – một cục diện bế tắc và đẫm máu đã định hình cho những năm sau đó của cuộc chiến. Họ đã tham gia trong các trận đánh tại Arras, cao điểm Loretto, La Bassée, và trên sông Somme. Để tưởng thưởng vai trò chỉ huy của ông trong các trận chiến này, đặc biệt là ở Arras và sông Somme, ông được tặng thưởng Huân chương Quân công vào năm 1916. Năm sau, ông được bổ nhiệm làm Tư lệnh của Tập đoàn quân số 4, đồng thời giữ trách nhiệm tổng chỉ huy quân đội tại vùng Flanders. Dưới sự chỉ huy của ông, Tập đoàn quân số 4 đã đứng vững trước một số cuộc tấn công ác liệt của các lực lượng Anh và Khối Thịnh vượng chung, tiêu biểu là trận Ypres lần thứ ba. Sixt von Armin đã được trao tặng Huân chương Đại bàng Đen, và được tặng thêm bó sồi của Huân chương Quân công.
Sixt von Armin cũng chỉ huy Tập đoàn quân số 4 trong cuộc Tổng tấn công Mùa xuân 1918. Quân của ông đã đánh chiếm Armentières, và vào ngày 25 tháng 4 năm 1918, họ chiếm Kemmelberg. Vì chiến tích này, ông được vua xứ Sachsen phong tặng Thập tự Chỉ huy Huân chương Quân sự Thánh Heinrich hạng nhất vào ngày 7 tháng 5. Về sau này, quân của ông đã bị buộc phải triệt thoái về tuyến phòng ngự Antwerp-Maas.
Với việc ký kết Hiệp định đình chiến vào ngày 11 tháng 11, Sixt von Armin được giao quyền chỉ huy Cụm Tập đoàn quân A và trở về nước Đức cùng với cụm quân. Sau khi các lực lượng của ông phục viên, ông đã giải ngũ.

## Cuối đời
Sau cuộc chiến tranh, Sixt von Armin sống tại Magdeburg, tỉnh Sachsen, nơi ông trở thành một diễn giả nổi tiếng và thường xuất hiện trong các sự kiện công chúng. Khi ông từ trần vào năm 1936, ông đã được mai táng theo nghi thức quân sự.
Sau khi ông tạ thế, một doanh trại và con đường ở Magdeburg đã được đặt theo tên ông, mặc dù cả hai đều bị đổi tên vào năm 1945. Ngày nay, ở Wetzlar cũng có một con đường mang tên ông.